# Kortbaneløb på skøjter under vinter-OL 2022
Kortbaneløb på skøjter under vinter-OL 2022 bliver afholdt fra den 5. til den 16. februar 2022 i Capital Indoor Stadium, Beijing. I alt bliver der afholdt 9 forskellige discipliner.

## Medaljeoversigt

### Medaljetabel
*   Værtsnation ( Kina)
| Rank              | Nation                    | Guld | Sølv | Bronze | Total |
| ----------------- | ------------------------- | ---- | ---- | ------ | ----- |
| 1                 | Sydkorea                  | 2    | 3    | 0      | 5     |
| 2                 | Holland                   | 2    | 1    | 1      | 4     |
| 2                 | Kina*                     | 2    | 1    | 1      | 4     |
| 4                 | Italien                   | 1    | 2    | 1      | 4     |
| 5                 | Canada                    | 1    | 1    | 2      | 4     |
| 6                 | Ungarn                    | 1    | 0    | 2      | 3     |
| 7                 | Ruslands Olympiske Komité | 0    | 1    | 1      | 2     |
| 8                 | Belgien                   | 0    | 0    | 1      | 1     |
| Total (8 nations) | Total (8 nations)         | 9    | 9    | 9      | 27    |

### Mænd
| Event             | Guld                                                                                            | Guld     | Sølv                                                                                        | Sølv     | Bronze                                                                        | Bronze   |
| ----------------- | ----------------------------------------------------------------------------------------------- | -------- | ------------------------------------------------------------------------------------------- | -------- | ----------------------------------------------------------------------------- | -------- |
| 500 meter         | Shaoang Liu · Ungarn                                                                            | 40.338   | Konstantin Ivliev · Ruslands Olympiske Komité                                               | 40.431   | Steven Dubois · Canada                                                        | 40.669   |
| 1000 meter        | Ren Ziwei · Kina                                                                                | 1:26.768 | Li Wenlong · Kina                                                                           | 1:29.917 | Shaoang Liu · Ungarn                                                          | 1:35.693 |
| 1500 meter        | Hwang Dae-heon · Sydkorea                                                                       | 2:09.219 | Steven Dubois · Canada                                                                      | 2:09.254 | Semion Elistratov · Ruslands Olympiske Komité                                 | 2:09.267 |
| 5000 meter stafet | Canada · Charles Hamelin · Steven Dubois · Jordan Pierre-Gilles · Pascal Dion · Maxime Laoun[a] | 6:41.257 | Sydkorea · Lee June-seo · Hwang Dae-heon · Kwak Yoon-gy · Park Jang-hyuk · Kim Dong-wook[a] | 6:41.679 | Italien · Pietro Sighel · Yuri Confortola · Tommaso Dotti · Andrea Cassinelli | 6:43.431 |

### Kvinder
| Event             | Guld                                                                              | Guld     | Sølv                                                              | Sølv     | Bronze                                                   | Bronze   |
| ----------------- | --------------------------------------------------------------------------------- | -------- | ----------------------------------------------------------------- | -------- | -------------------------------------------------------- | -------- |
| 500 meter         | Arianna Fontana · Italien                                                         | 42.488   | Suzanne Schulting · Holland                                       | 42.559   | Kim Boutin · Canada                                      | 42.724   |
| 1000 meter        | Suzanne Schulting · Holland                                                       | 1:28.391 | Choi Min-jeong · Sydkorea                                         | 1:28.443 | Hanne Desmet · Belgien                                   | 1:28.928 |
| 1500 meter        | Choi Min-jeong · Sydkorea                                                         | 2:17.789 | Arianna Fontana · Italien                                         | 2:17.862 | Suzanne Schulting · Holland                              | 2:17.865 |
| 3000 meter stafet | Holland · Suzanne Schulting · Selma Poutsma · Xandra Velzeboer · Yara van Kerkhof | 4:03.409 | Sydkorea · Seo Whi-min · Choi Min-jeong · Kim A-lang · Lee Yu-bin | 4:03.627 | Kina · Qu Chunyu · Han Yutong · Fan Kexin · Zhang Yuting | 4:03.863 |

### Mixed
| Event             | Guld                                                                   | Guld     | Sølv | Sølv     | Bronze                                                                                             | Bronze   |
| ----------------- | ---------------------------------------------------------------------- | -------- | --- | -------- | -------------------------------------------------------------------------------------------------- | -------- |
| 2000 meter stafet | Kina · Qu Chunyu · Fan Kexin · Wu Dajing · Ren Ziwei · Zhang Yuting[a] | 2:37.348 | Italien · Arianna Fontana · Martina Valcepina · Pietro Sighel · Andrea Cassinelli · Arianna Valcepina[a] · Yuri Confortola[a] | 2:37.364 | Ungarn · Petra Jászapáti · Zsófia Kónya · Shaoang Liu · Shaolin Sándor Liu · John-Henry Krueger[a] | 2:40.900 |